# Bảo tàng Áp-phích, Wilanów
Bảo tàng Áp-phích tại Wilanów (tiếng Ba Lan: Muzeum Plakatu w Wilanowie) là bảo tàng áp-phích (poster) lâu đời nhất thế giới. Được thành lập vào năm 1968, bảo tàng được đặt tại khu phức hợp Cung điện Wilanów ở Warsaw, Ba Lan.

## Lịch sử
Bảo tàng Áp-phích tại Wilanów là một phần của Bảo tàng Quốc gia tại Warsaw. Nó được thành lập thông qua một khoản tài trợ của hàng ngàn tấm áp phích (poster) thuộc Bảo tàng Quốc gia, được thực hiện bởi Giám đốc của Bảo tàng, Stanislav Lorentz. Bảo tàng Poster mở cửa vào tháng 6 năm 1968, trở thành bảo tàng đầu tiên trên thế giới dành riêng cho loại hình nghệ thuật này.
Khi thành lập, Bảo tàng có 13.000 tấm áp phích trong bộ sưu tập của mình, bao gồm khoảng 500 tám áp phích được bảo tồn từ thời Thế chiến II. Bộ sưu tập của nó liên tục phát triển, thông qua những món quà từ các nhà tài trợ ở Ba Lan và quốc tế.
Trong giữa thế kỷ 20, người Ba Lan rất quan tâm đến nghệ thuật áp-phích và các bộ sưu tập áp phích đã tăng lên đáng kể, chịu ảnh hưởng của phong cách hình ảnh của các nhà làm phim quốc gia như Andrzej Wajda. Các nhà sưu tập đã tìm kiếm áp-phích quảng cáo phim, vở kịch và nhạc kịch nói riêng. Cuộc thi nghệ thuật áp-phích hàng năm của Warsaw đã đạt được danh tiếng trên toàn thế giới, cuối cùng dẫn đầu thành lập Bảo tàng Áp-phích vào năm 1968.
Bảo tàng Áp-phích được đặt trong một không gian triển lãm hiện đại, được xây dựng phía sau Cung điện Wilanów lịch sử, một trường học cưỡi ngựa từ thế kỷ 19 nằm ở ngoại ô Warsaw.

## Bộ sưu tập

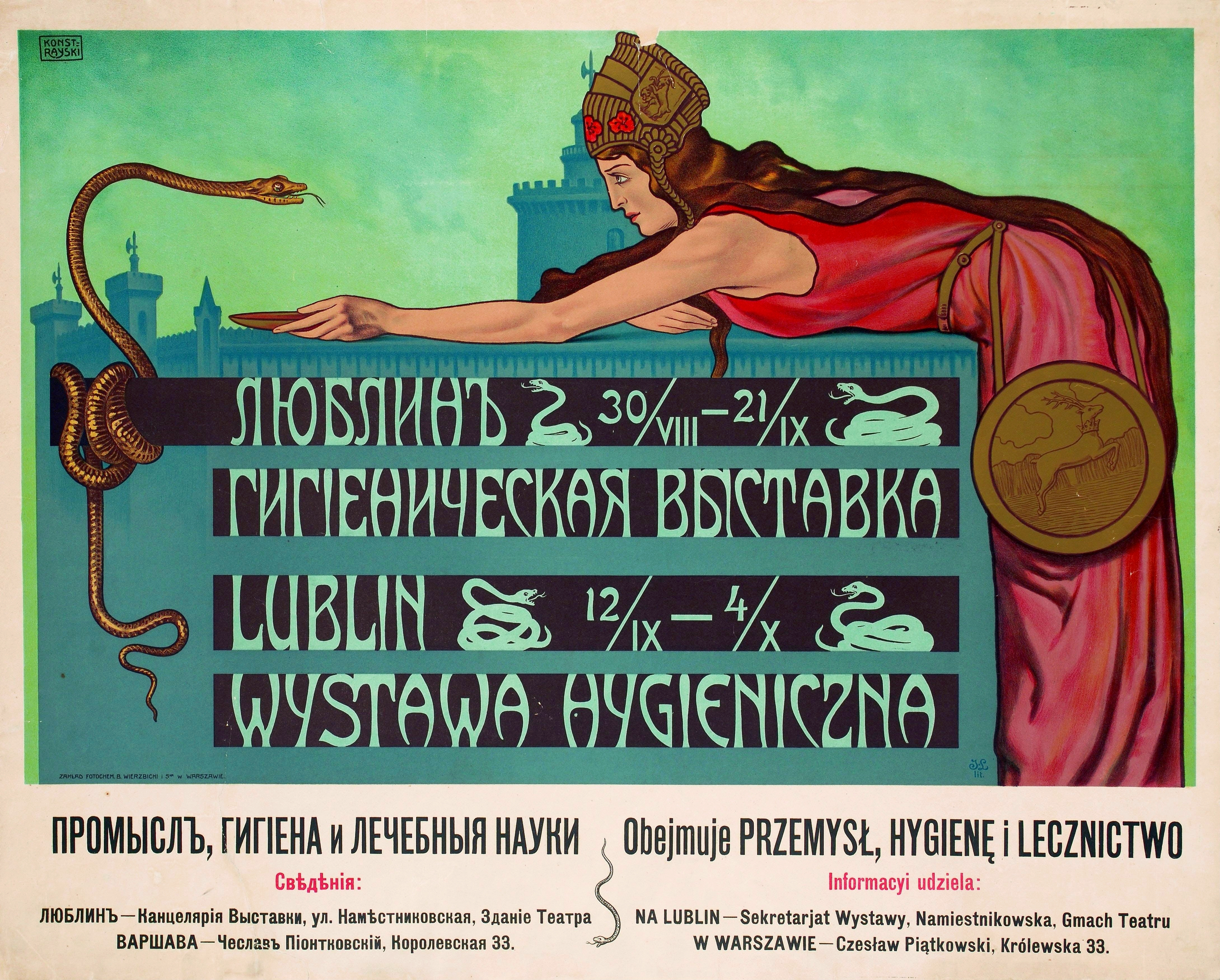
Poster cho Triển lãm vệ sinh ở Lublin của Konstanty Kietlicz-Rayski từ năm 1908

Hơn 55.000 tấm poster nằm trong bộ sưu tập của Bảo tàng Poster tại Wilanów. 30.000 tấm áp-phích đại diện cho lịch sử nghệ thuật Áp-phích ở Ba Lan từ năm 1892 đến 2002. Bảo tàng Áp-phích chứa một trong những bộ sưu tập áp phích lớn nhất thế giới. Bảo tàng xoay bộ sưu tập thông qua các triển lãm cố định về nghệ thuật và lịch sử áp phích Ba Lan, nghệ thuật áp phích nước ngoài và triển lãm theo chủ đề.

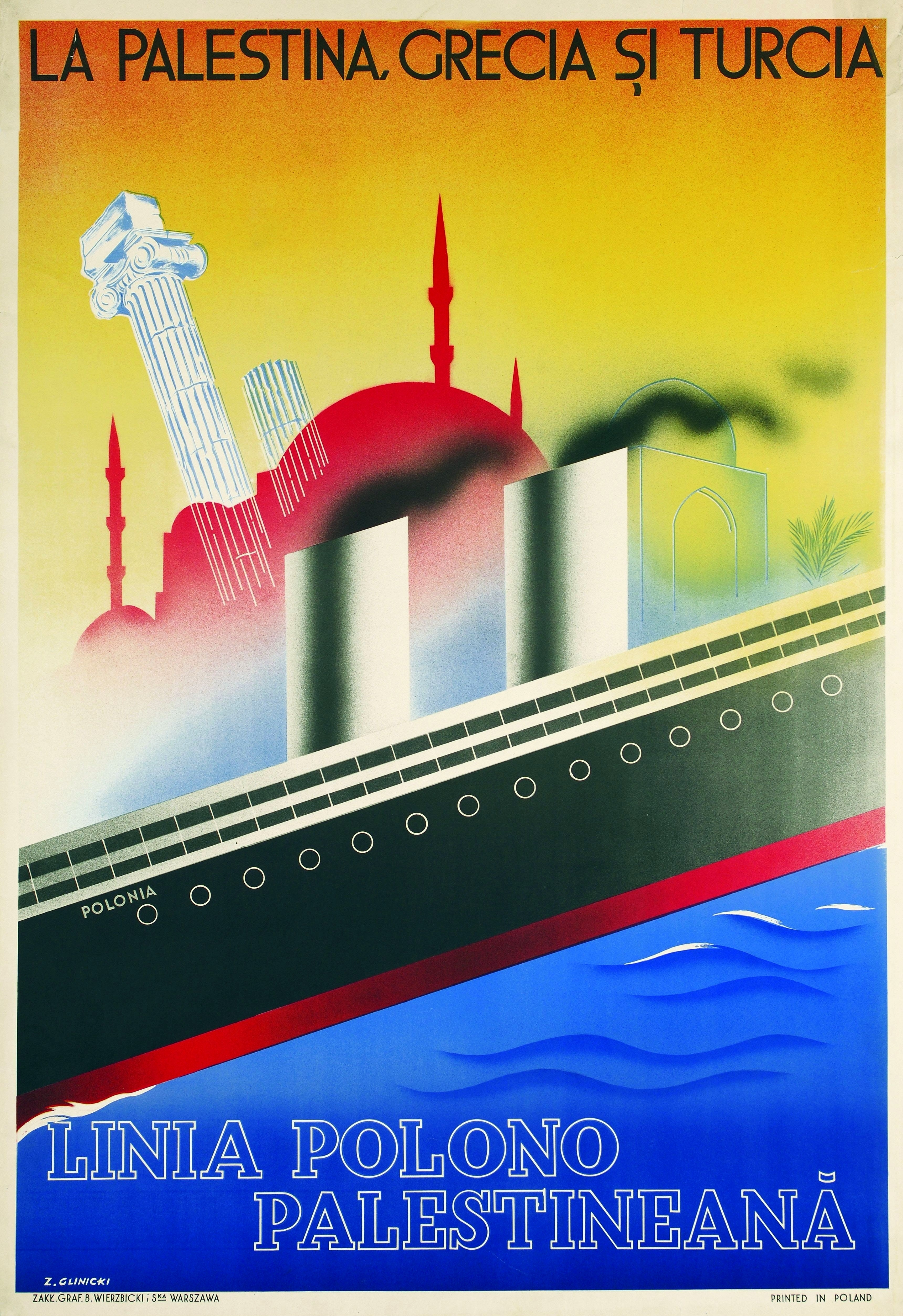
Tuyến Ba Lan-Palestine của Zygmunt Glinicki

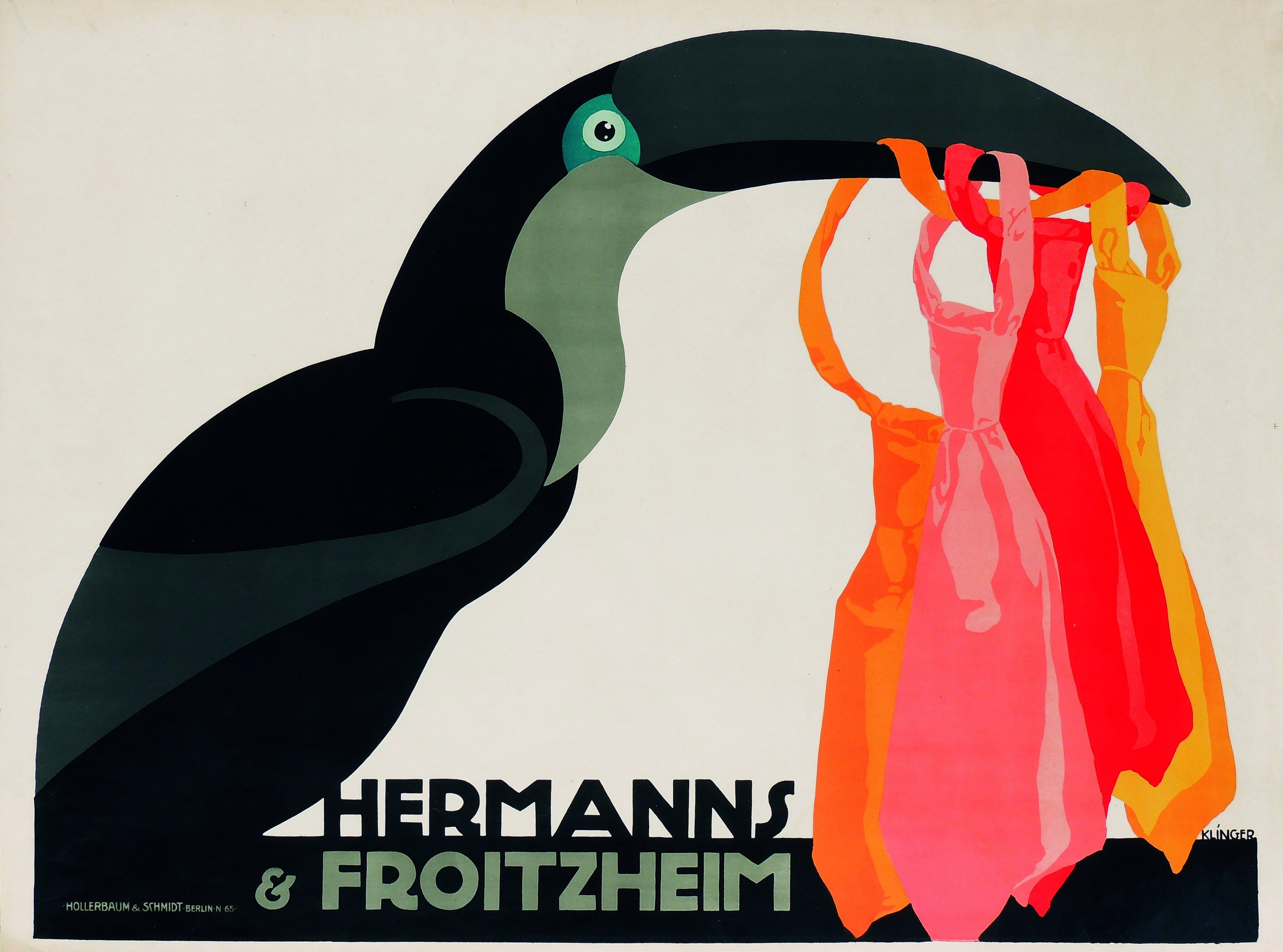
Hermanns & Froitzheim của Julius Klinger

## Triễn lãm áp-phích quốc tế hai năm một lần tại Warsaw
Triễn lãm áp-phích quốc tế hai năm một lần (IPBW) ở Warsaw, được ra mắt vào năm 1966, chuyển đến Bảo tàng vào năm 1994, nơi nó vẫn được tổ chức hàng năm. Triễn lãm áp-phích quốc tế hai năm một lần là ttriễn lãm áp-phích quốc tế hai năm một lần đầu tiên trên thế giới. Ngày nay, nó thu hút hơn 2000 người từ khắp nơi trên thế giới khi nó được tổ chức.
Triễn lãm áp-phích quốc tế lần thứ 23 diễn ra vào năm 2012.
Năm 2016, nhân dịp kỷ niệm 50 năm triễn lãm áp-phích quốc tế hai năm một lần, IPBW lần thứ 25 đã mời năm mươi nghệ sĩ nổi tiếng tham gia triển lãm 50/50/50. Tác phẩm của họ được tái tạo dưới dạng in kỹ thuật số trong các hộp đèn thành phố nằm ở Warsaw.
Danh sách 50/50/50 người tham gia:
Takashi Akiyama, Nhật Bản / Dimitris Arvanitis, Hy Lạp / Peter Bankow, Nga / Michał Bigate, Pháp / Anthon Beeke, Hà Lan / Tomasz Bogusławski, Ba Lan / Michel Bouvet, Pháp / Stephan Bundi, Thụy Sĩ / Seymur Chwast, Hoa Kỳ / cyan, Đức Drewiński, Ba Lan / Cao Fang, Trung Quốc / El Fantasma de Heredia (Anabella Salem, Gabriel Mateu), Argentina / Milton Glaser, Hoa Kỳ / Mark Gowing, Úc / Igor Gurowicz, Nga / Małgorzata Gurowska, Ba Lan / Jianping He, Đức / Michele Miyares Hollands, Cuba / Leszek Hołdanowicz, Ba Lan / Homework (Joanna Górska, Jerzy Skakun), Ba Lan / Radovan Jenko, Slovenia / Han Jiaying, Trung Quốc / Roman Kalarus, Ba Lan / Andrzej Klimowski, Vương quốc Anh / Andrzej Krauze, Ba Lan / Lemel, Israel / Andrew Lewis, Canada / Harmen Liêmburg, Hà Lan / Uwe Loesch, Đức / Andriej Logwin, Nga / Pekka Loiri, Phần Lan / Alejandro Magallanes, Mexico / Javier Mariscal, Tây Ban Nha / Shin Matsuunaga, Nhật Bản / Holger Matthies, Đức Konstantinos Miaris, Hy Lạp / Karel Míšek, Cộng hòa Séc / Piotr Młodożeniec, Ba Lan / Đức Montalvo, Mexico / Finn Nygaard, Đan Mạch / István Orosz, Hungary / fr: Kari Piippo, Phần Lan / Władysław Pluta, Ba Lan Quernec, Pháp / Gunter Rambow, Đức / Wiesław Rosocha, Ba Lan / Thierry Sarfis, Pháp / Paula Scher, Hoa Kỳ / Ralph Schraivogel, Thụy Sĩ / Nancy Skolos, Thomas Wedell, Hoa Kỳ / Leonardo Sonnoli, Ý / Jakub Stępień, Israel / Parisa Tashakori, Iran / Niklaus Troxler, Thụy Sĩ / UG Sato, Nhật Bản / Henning Wagenbreth, Đức / Mieczysław Wasilewski, Ba Lan / Catherine Zask, Pháp